# Lebensborn (Film)
Lebensborn ist ein deutscher Spielfilm von Werner Klingler mit Maria Perschy und Joachim Hansen in den Hauptrollen. Er wurde im Oktober und November 1960 in den Berliner CCC-Filmstudios gedreht. Die Filmbauten schufen Paul Markwitz und Max Vorwerg. Am 4. Januar 1961 passierte der Streifen die FSK-Prüfung, die Uraufführung war am 13. Januar 1961.

## Handlung
SS-Reichsführer Heinrich Himmler hat das NS-Projekt „Lebensborn“ begründet und dem SS-Arzt Dr. Hagen die Leitung übertragen. In dieser streng abgeschotteten Einrichtung sollen rund 30 junge, „arische“ BDM-Frauen mit „verdienten“ SS-Männern bzw. an der Front ausgezeichneten und in die Heimat zurückgekehrten Wehrmachtssoldaten zusammengebracht werden. Ganz im Sinne der nationalsozialistischen Rassenlehre sollen auf diese Weise „genetisch einwandfreie“ Nachkommen zur Welt gebracht werden – um die sog. „Herrenrasse“ aufzufrischen. Eines der Mädchen, die „dem Führer ein Kind schenken“ sollen, ist die junge Doris Korff. Rasch zeigt auch Anstaltsleiter Dr. Hagen mehr Interesse an der jungen Frau, als „von oben“ gewünscht wird. Schließlich ist Liebe als Vermehrungsmotiv in der NS-Ideologie nicht vorgesehen.
Doris trifft vor Ort auf den Oberleutnant Klaus Steinbach, seines Zeichens hochdekorierter Ritterkreuzträger. Doch in Wahrheit hat sich der systemkritische junge Mann mit den Papieren eines bei einem Luftangriff ums Leben gekommenen SS-Mannes ausgestattet. Steinbach wurde von einem Kriegsgericht zum Tode verurteilt, konnte aber noch vor der Vollstreckung seinen Henkern entfliehen und ist nun im Lebensborn-Projekt gelandet. Steinbach zeigt Doris die Unmenschlichkeit der Nazi-Zuchtanstalten auf und überzeugt sie von seinen Ansichten. Nun ist auch Doris von der kaltschnäuzigen Art, wie eine „Herrenrasse“ gezüchtet werden soll, angewidert, und sie flieht gemeinsam mit Klaus. Das Ziel der beiden ist die Schweiz. Doch sie kommen nicht weit; Klaus wird auf der Flucht erschossen, Doris gerät in die Fänge der Häscher und wird zum Tode verurteilt.
Sie ist schwanger von Klaus. Da das Lebensborn-Projekt jedoch vorsieht, „arische“ Kinder zu produzieren, wird die Vollstreckung des Todesurteils bis nach der Geburt von Doris’ Baby ausgesetzt. Kaum auf der Welt, wird das Kind augenblicklich Doris fortgenommen. Später muss die junge Frau erfahren, dass ihr Baby nicht überlebt hat. Nun soll Doris Korff hingerichtet werden. Im Augenblick der Vollstreckung kommt es zu einem alliierten Luftangriff, infolge dessen es Doris gelingt, der Gefangenschaft zu entfliehen. Sie irrt durch die aufgerissenen Straßen und liest ein verwaistes Kleinkind auf, das neben seinen im Bombardement gestorbenen Eltern im Straßengraben liegt.

## Kritiken
„Ein unappetitliches Machwerk.“

„Thematisch schockierend, aber dezent aufbereitet und menschliche Beziehungen im Furioso politischer Verblendung zeigend; mit eindruckssicheren Darstellern“

„Kinounterhaltung nach Illustriertenart. Der relativ dezent arbeitenden Regie gelingen am melodramatischen Ende des Films einige beeindruckende Bilder.“